# Gustav Noske

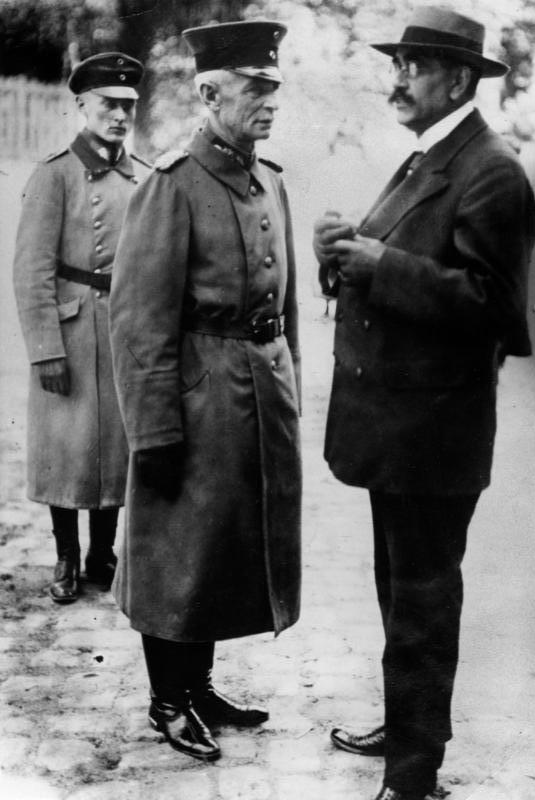
Gustav Noske (höger) och Walther von Lüttwitz, 1920.

Gustav Noske, född 9 juli 1868 i Brandenburg an der Havel, död 30 november 1946 i Hannover, var en tysk socialdemokratisk politiker. I egenskap av försvarsminister 1919–1920 deltog han aktivt i kväsandet av spartakistupproret.

## Biografi
Noske var ursprungligen träarbetare, anslöt sig till socialdemokratin och verkade från 1897 i partipressen (i Brandenburg an der Havel, Königsberg och Chemnitz), arbetade sig fram till en ledande ställning bland Sachsens socialdemokrater och invaldes 1906 i tyska riksdagen, där han plägade föra partiets talan i armé- och marinfrågor. 
Av prins Max av Baden ministär sändes Noske efter utbrottet av matrosmyteriet i Kiel dit (4 november) för att söka återställa ordningen. Soldatrådet på platsen valde honom till guvernör, regeringen bekräftade valet, och Noske lyckades i stort sett att under revolutionsdagarna genom besinningsfull fasthet hindra hotande excesser i Kiel. Detta gav högersocialdemokraterna i riksregeringen anledning att i slutet av december kalla honom till Berlin, där han inträdde i regeringen som chef för armé- och marinärenden. Han utnämndes 6 januari 1919 även till överbefälhavare i provinsen Brandenburg inklusive Berlin, kuvade det hotande spartakistupproret där och besatte 14-15 januari 1919 Berlin med regeringstrogna trupper, varpå valen till nationalförsamlingen kunde äga rum i lugn (19 januari). 
Mordet på de vänsterrevolutionära ledarna Rosa Luxemburg och Karl Liebknecht under spartakistupproret utfördes på order av frikårsofficeren Waldemar Pabst, som avled 1970. I hans efterlämnade papper finns en avskrift av ett brev från 1969, där Pabst förklarar att han utan Noskes medgivande inte kunnat genomföra mordaktionen, men att han som en hederssak liksom de som kände till saken inom SPD hållit tyst om saken, och att det var få människor som begripit varför han aldrig ställts inför rätta.
Noske valdes själv in nationalförsamlingen som höll sitt första konstituerande möte den 6 februari 1919. Som riksvärnsminister i Philipp Scheidemanns provisoriska regering var han huvudansvarig för nedslagandet av marsoroligheterna i Berlin 1919, där omkring 1200 människor dödades. Noskes egen order under oroligheterna den 9 mars löd: "Varje person, som påträffas stridande mot regeringstrupper med vapen i hand, ska omedelbart skjutas." Han var också med om att slå ned några lokala uppror i syfte att upprätta rådsrepubliker, bland annat i München och Bremen. Han fick av sina motståndare öknamnet "Blodhunden" eller "Blodnoske", namn som går tillbaka på hans egen beskrivning av beslutet att slå ned spartakistupproret, en beskrivning som han gav i sina memoarer publicerade 1920:
| ” | Krigsministern, Överste Reinhardt, formulerade en order, genom vilken regeringen och centralrådet utnämnde generallöjtnant von Hofmann, som med några förband befann sig inte långt från Berlin, till överbefälhavare. Mot detta invändes, att arbetarna skulle ha större betänkligheter mot en general. I stundens hetta, då tiden var knapp, på gatorna ropade våra män efter vapen, stod man i Eberts arbetsrum. Jag krävde, att ett beslut skulle fattas. Då svarade någon: "Gör det du i så fall!" Varpå jag kort därefter beslutsamt fortsatte: "Inte mig emot! Någon måste bli blodhunden, jag ryggar inte för ansvaret!" Reinhardt menade, att han egentligen hela tiden hoppats på detta förslag. Ett beslut fattades muntligt, så formulerat att regeringen och centralrådet gav mig största möjliga befogenhet i syfte att återställa ordningen i Berlin. | „ |

Som riksvärnsminister kvarstod han även i ministären Gustav Bauer och försökte förgäves, med hänsyn till stämningen bland militärerna, hindra skiftet av riksfärger till republikens svart-rött-guld. 

Noske delade militärens antibolsjevistiska inställning och lät de av riksvärnet understödda frikårerna få i stort sett fritt mandat att våldsamt ingripa mot strejker och kommunistiska uppror. I senare tid har forskare klarlagt att Noske i sammanhanget agerat mycket målmedvetet och delvis med hjälp av läckta felaktiga uppgifter agerat även mot mindre radikala och väl respekterade politiska motståndare, som till exempel fackföreningsfunktionären och politikern Alwin Brandes. Det av Noske delvis mot bättre vetande kraftfulla agerandet mot mindre radikala USPD- och fackföreningsfunktionärer, som i likhet med Alwin Brandes tidigare innehaft viktiga poster inom SPD och hade lokal förankring i arbetar- och soldatråden, var i vissa fall den egentliga utlösande faktorn för regional radikalisering. Senare såg Noske till, att regeringssoldater inte ställdes inför rätta för begångna våldsdåd. Hos kommunisterna ledde denna hållning till att han helt förlorade deras stöd. 

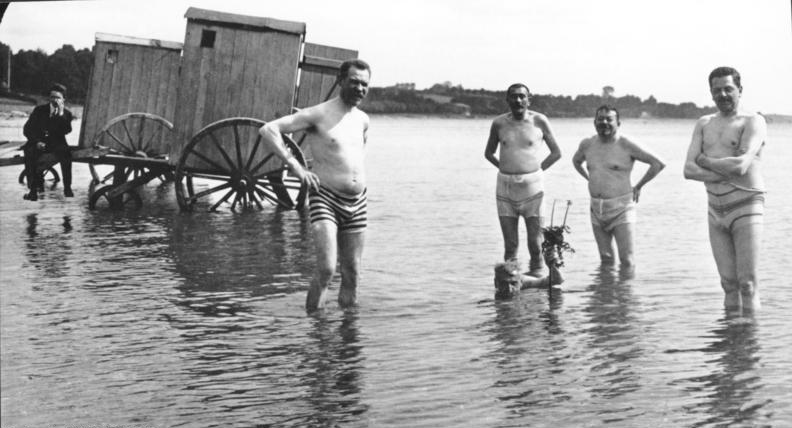
Det omtalade "badbyxefotografiet" av bland andra Friedrich Ebert och Gustav Noske (andra respektive tredje från vänster av de badande i förgrunden).

Sommaren 1919 publicerades ett fotografi, där Noske och rikspresidenten Friedrich Ebert fotograferats iförda endast badbyxor vid vattnet. Bilden ledde till en mindre skandal, då män fortfarande fram till första världskriget förväntades bära kroppstäckande badkläder. Bilden användes av republikens motståndare för att polemisera mot Noske och den demokratiskt valda regeringen. Den högerliberala tidningen Hannoversche Kurier såg till exempel bilden som en symbol för den i Versaillesfreden vanärade, svaga republiken: "Riksvärnsministern utan vapen, rikspresidenten "i all sin nakna prakt". Även den radikala vänsteroppositionen använde den "ikoniska" antirepublikanska bilden i sin propaganda. Den kommunistiska tidskriften Die Pleite publicerade 1923 en karikatyr baserad på fotot som avbildade Noske och Ebert badande i ett hav av blod istället för Östersjön.
Noske beslutade i samråd med Ebert den 29 februari 1920 att upplösa de reaktionära frikårerna, bland andra Marinebrigade Ehrhardt, vilket ledde till den reaktionära Kappkuppen kort därefter 13 mars. Även rikspresidenten Ebert såg sig tvungen att låta Noske gå, då han ansågs ha "gynnat kontrarevolutionen".
Noske utsågs i juni samma år istället till Oberpräsident i provinsen Hannover, men förlorade inflytande inom partiet. Han kvarstod i denna roll till sommaren 1932, då han avskedades för att vid Hitlers regeringstillträde en tid placeras i koncentrationsläger.
Noske var tilltänkt som regionalt ansvarig politiker för Hessen-Nassau i den skuggregering under Ludwig Beck och Carl Friedrich Goerdeler som konspiratörerna i 20 juli-attentatet mot Adolf Hitler planerat. Efter det misslyckade attentatet fängslades Noske och tillbringade sju månader i ett fångläger i Fürstenberg/Havel, för att sedan sitta fängslad i cellfängelset på Lehrter Strasse i Moabit fram till fängelsets befriande 25 april 1945. Den vid krigsslutet 76-årige Noske kom dock inte att återfå någon inflytelserik roll i västtyska SPD efter kriget, och avled redan året därpå 1946.
Noske författade de självbiografiska arbetena Wie ich wurde (1919) och Von Kiel bis Kapp (1920). Den senare brändes av nationalsocialister under bokbålen runt om i Nazityskland 1933.